# Yronde-et-Buron
Yronde-et-Buron – miejscowość i gmina we Francji, w regionie Owernia-Rodan-Alpy, w departamencie Puy-de-Dôme.
Według danych na rok 1990 gminę zamieszkiwały 543 osoby, a gęstość zaludnienia wynosiła 37 osób/km² (wśród 1310 gmin Owernii Yronde-et-Buron plasuje się na 386. miejscu pod względem liczby ludności, natomiast pod względem powierzchni na miejscu 639.).